# Ein Menü mit blauen Bohnen
Ein Menü mit blauen Bohnen ist ein Lucky-Luke-Comicalbum aus dem Jahr 2014 mit sieben Kurzgeschichten unterschiedlichen Alters und einem Vorwort von Horst Berner. Gezeichnet wurden die Geschichten von Achdé und Morris, getextet von Claude Guylouis, Dom Domi, René Goscinny, Achdé und Laurent Gerra.

## Übersicht
Die folgende Tabelle enthält die Zeichner und Texter der jeweiligen Geschichten, zusammen mit Informationen über deren Ersterscheinung. Der Band als Ganzes wurde vom Ehapa-Verlag zusammengestellt und wurde daher nie in dieser Zusammenstellung auf Französisch veröffentlicht.
| Nummer | Deutscher Titel                 | Originaltitel                 | Zeichner / Texter                                        | Erstveröffentlichung französisch / deutsch                        |
| ------ | ------------------------------- | ----------------------------- | -------------------------------------------------------- | ----------------------------------------------------------------- |
| 1      | Der französische Koch           | Le Cuisinier Français         | Achdé, Anne Marie Ducasse (Kolorierung) / Claude Guylois | 2003 / 2003 im gleichnamigen, querformatigen Album bei Ehapa      |
| 2      | Fass, Rantanplan!               | Vas y, Rantanplan!            | Morris / Dom Domi                                        | 1980 für Eppo / 2003 in Zack 45                                   |
| 3      | Ein Lappe in Kanada             | Un Lapon au Canada            | Morris / Dom Domi                                        | 1981 für Eppo / 2002 in Zack 42                                   |
| 4      | Der Weg zum Sonnenuntergang     | Le Chemin du Crépuscule       | Morris / Goscinny                                        | 1966 in Spirou / 1984 in Band 15 der Reihe 16/22 (Carlsen Verlag) |
| 5      | Lucky Luke und Machine Gun Kid  | Lucky Luke et Machine Gun Kid | Achdé / Achdé                                            | 1999 für Hommage a Morris / 2014 im nämlichen Album               |
| 6      | Stille Nacht, Rantanplan wacht! | Le Pire Noël est arrivé       | Achdé / Laurent Gerra                                    | 2004 in Pilote Spécial Noël / 2005 in Zack 68                     |
| 7      | Paradise Gulch                  | Paradise Gulch                | Morris / Goscinny                                        | 1979 für Stripschrift / 1983 in Comic Forum 21                    |

## Inhalte

### Der französische Koch

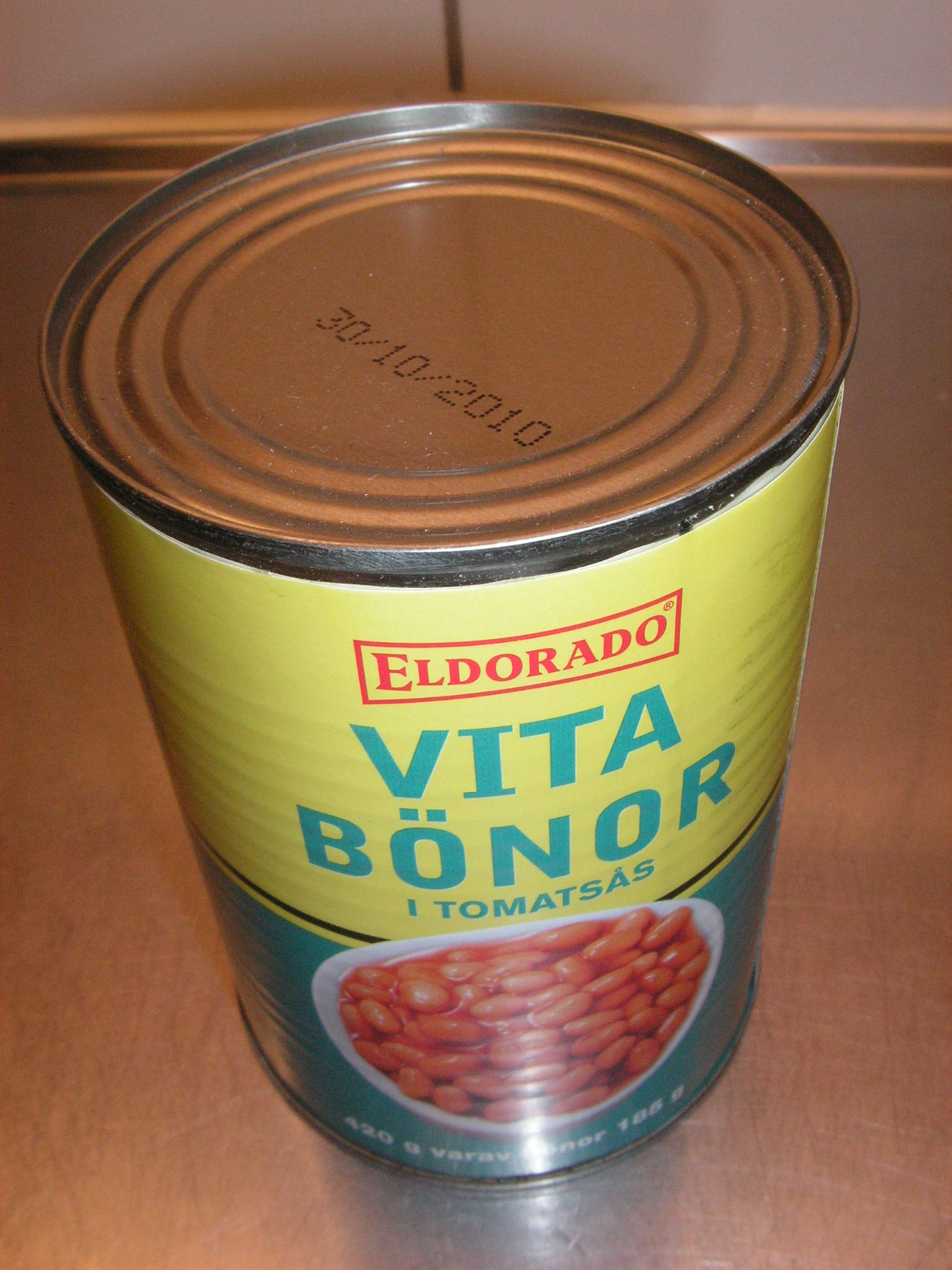
Konservendose mit Bohnen

Diese Geschichte entstand 2003 als Probearbeit von Achdé, der sich damit endgültig als Nachfolger von Morris qualifizieren konnte. Es war lange bekannt, dass Morris (1923–2001) sich nach seinem Tod die Fortsetzung der Reihe um den „Lonesome Cowboy“ wünschte. Getextet wurde die Geschichte von Claude Guylouis, dem Pseudonym für die drei Autoren Claude Klotz (bekannter als Patrick Cauvin, 1932–2010), Jean-Louis Robert (1942–2021) und Guy Vidal (1939–2002).
Im Goldgräberstädtchen „Sunrise“ hat Horacio Grizlee das Sagen. Im Städtchen gibt es ausschließlich seine Konserven-Bohnen zu essen, von denen er absolut überzeugt ist. Lucky Luke trifft mit dem französischen Koch Antonin Escudier dort ein, der gleich darauf ein Feinschmecker-Restaurant eröffnet. Da den Leuten in der Stadt Grizlees Bohnen zum Hals raus hängen, strömen sie in Scharen zu Escudier. Grizlee versucht daher mit allen Mitteln, diesen wieder loszuwerden. Er veranstaltet ein kulinarisches Duell und will sich den Sieg sichern, indem er in der Nacht zuvor Escudiers Restaurant verwüsten und seine Vorräte ausschütten lässt. Escudier schafft es dennoch kurzfristig, ein Sandwich für den Experten zuzubereiten, so dass er den Wettbewerb gewinnt und Grizlee klein beigeben muss.

### Fass, Rantanplan!
Rantanplan hat wieder einmal die Daltons ausbrechen lassen. Lucky Luke hat daher den Hundedompteur Max von Stephanitz mitgebracht, der Rantanplan endlich zu einem tadellosen Wachhund erziehen soll. Seine sechs Hunde gehorchen ihm aufs Wort. Als jedoch Rantanplan auftaucht, genügt ein Niessen und es bricht Panik aus. Jeder Versuch, Rantanplan einen Befehl beizubringen, geht gründlich schief. Schließlich soll er das Kommando „Fass!“ lernen, um entflohene Häftlinge wieder einzufangen. Selbst als der Dompteur mit seinem spitzen Helm Rantanplan Beine macht, versteht er das Kommando falsch. Die Häftlinge haben jetzt Mitleid mit Rantanplan und versprechen, nicht auszubrechen, wenn ihm das Abrichten erspart bleibt. Da damit das Ziel erreicht ist, Ausbrüche zu verhindern, ist die Aufgabe für Luke erledigt.

### Ein Lappe in Kanada

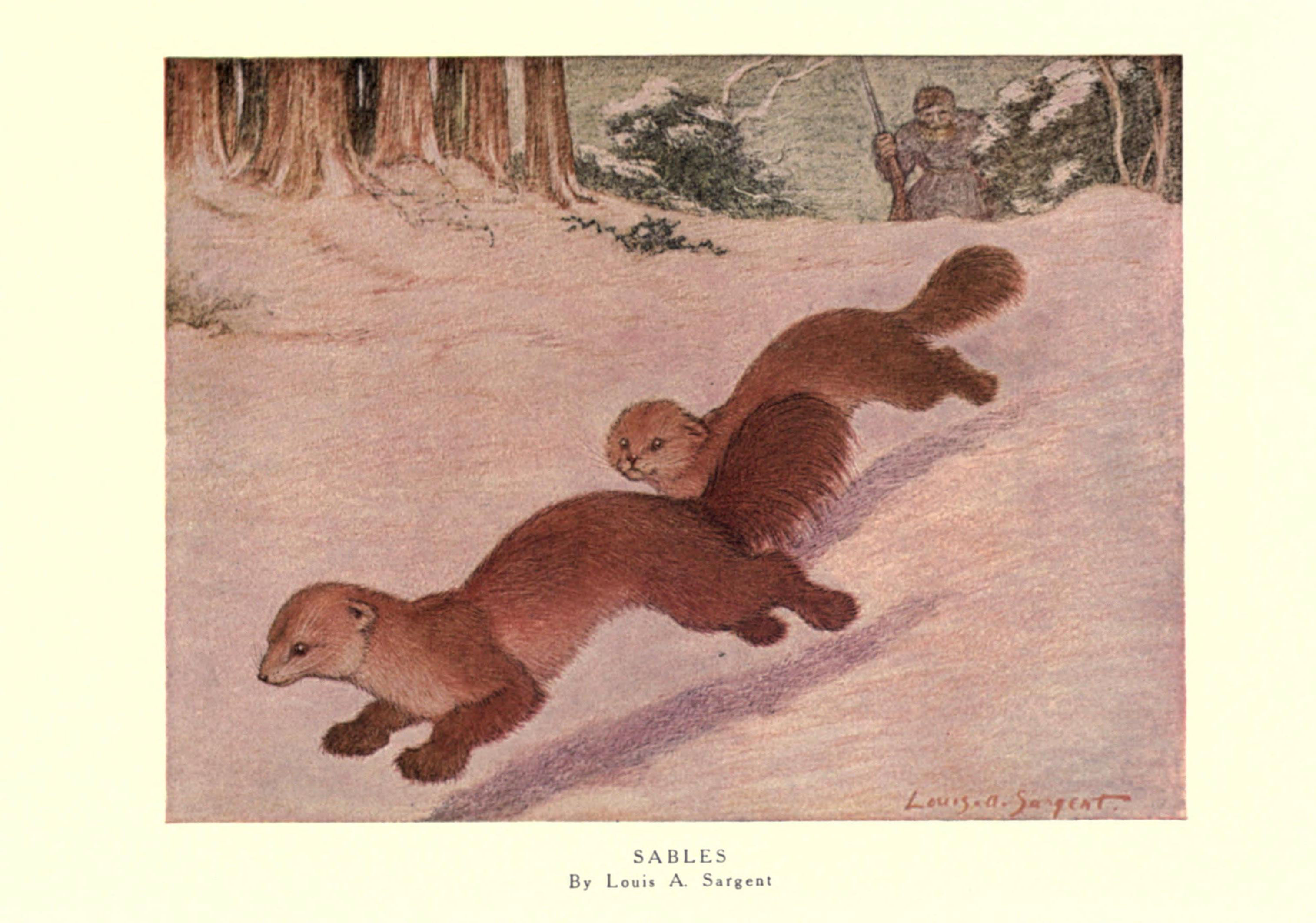
Sibirische Zobel leben nicht in Kanada

Ein Lappe ist mit Rentieren nach Kanada gezogen, um diese dort anzusiedeln. Leider hatte er keinen Erfolg und die Tiere sind alle eingegangen. Lucky Luke und ein befreundeter Trapper erklären ihm, dass es in Kanada bereits Rentiere gibt, man sie dort aber Karibus nennt. Während sie versuchen, einige einzufangen, wird der Trapper entführt. Die Gangster versuchen, ihn hängen zu lassen, weil er angeblich die mit deren Brandzeichen markierten Tiere erlegt hat. Tatsächlich haben sie die Brandzeichen an den Pelzen angebracht, während der Trapper nicht in seiner Hütte war. Dummerweise haben sie dabei auch ein Fell eines sibirischen Zobels markiert, das der Lappe dem Trapper geschenkt hatte. Diese Tiere gibt es in Kanada nicht, wodurch der Betrug auffliegt.

### Der Weg zum Sonnenuntergang
Diese nur zwei Seiten umfassende Kurzgeschichte entstand 1966 für das belgisch-französische Comicmagazin Spirou. Auf Deutsch wurde die Geschichte erstmals in der Lucky-Luke-Gesamtausgabe für die Jahre 1965–1967 vom Ehapa-Verlag im Jahr 2005 veröffentlicht. Gezeichnet wurde sie von Morris, die Texte stammen von René Goscinny.
Die Daltons brechen mal wieder aus. Dabei wird Joe mal wieder richtig wütend auf Avarell, weil dieser sich unbedingt mit Bettlaken abseilen will, obwohl die Zelle im Erdgeschoss liegt. Weil sie fürchten, gleich auf Lucky Luke zu treffen, der sie wieder einbuchtet, umgehen sie diesmal Banken, Eisenbahnlinien und alle bekannten Wege. In der Abenddämmerung machen sie Rast und genießen Abseits von Wegen den Sonnenuntergang. Prompt taucht Luke auf und die Daltons enden wieder in der Zelle. Auf die Frage, weshalb ausgerechnet er bei der Sache kein gutes Gefühl hatte, meint Avarell nur: „Wegen der Landschaft, Joe, wegen der Landschaft …“

### Lucky Luke und Machine Gun Kid

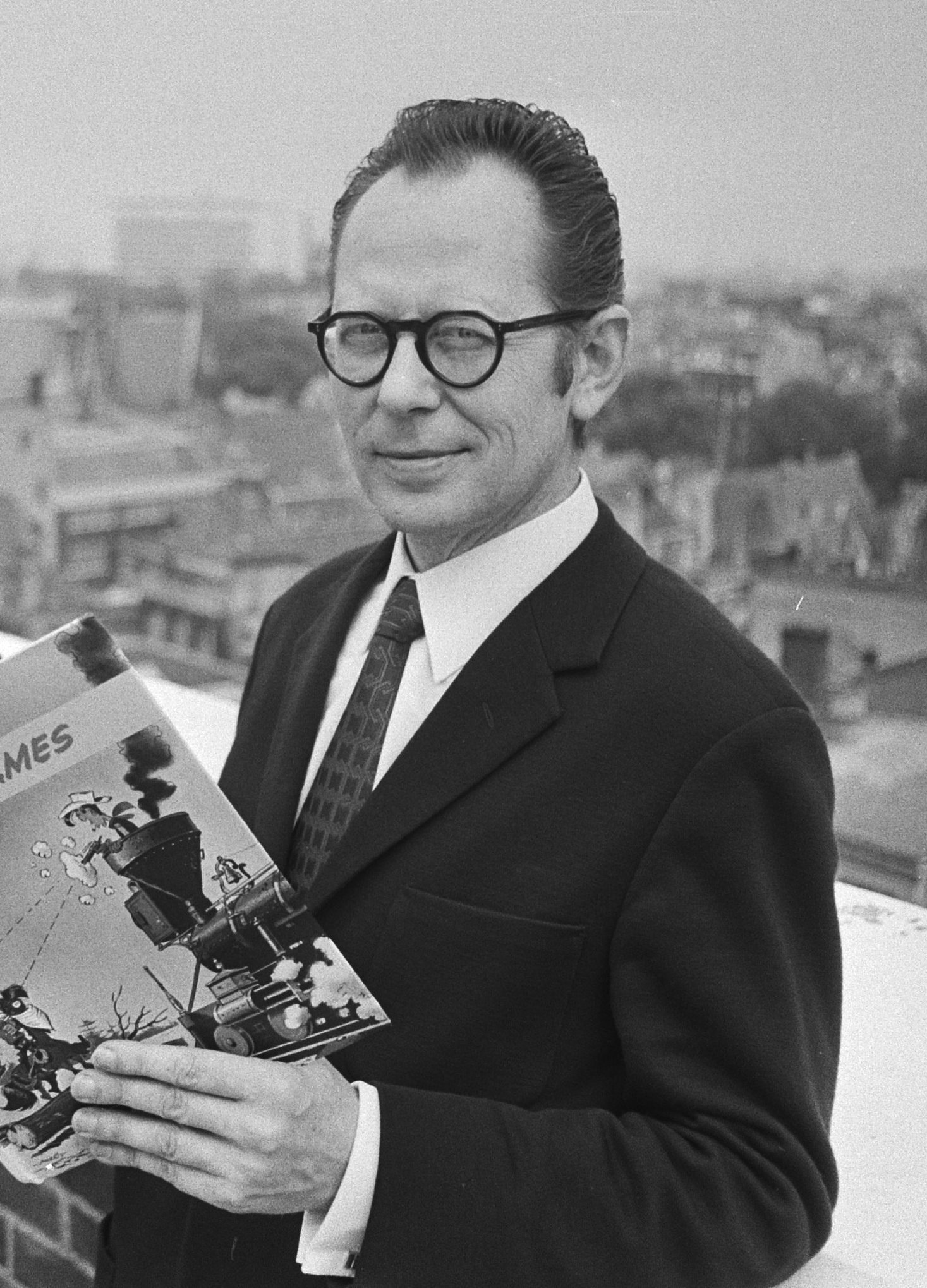
Morris taucht selber im Wilden Westen auf

Diese Geschichte zeichnete und Textete Achdé 1999 für das in Frankreich erschienene Album Hommage à Morris (Hommage an Morris). Es ist ein frühes Werk des Zeichners, mit dem er sich als Nachfolger von Morris empfehlen wollte. Die Geschichte wurde 2014 im Band Ein Menü mit blauen Bohnen in leicht überarbeiteter Form erstmals auf Deutsch abgedruckt. Die Zeichnungen sind unkoloriert. Die Geschichte zeichnet nach, wie Morris selbst den berühmten Cowboy angeblich kennengelernt hat.
Einleitend wird erklärt, dass flinke Revolverhelden im Wilden Westen rasch zur lebenden Legende wurden. Dies zog jedoch viele Abenteurer an, die noch schneller Rum erlangen konnten, wenn sie die Revolverhelden umlegten. Lucky Luke war durch die Presse im Osten der USA berühmt geworden, was allerdings eben den Nachteil hatte, dass er Desperados anzieht.
Gesteuert von Hank Bully, bekannt aus dem Album Die Postkutsche, kommt eine ebensolche im Städtchen an, in dem sich Luke gerade aufhält, und bringt einen gewissen Maurice Morris (Gezeichnet als eine Karikatur von Morris) sowie einen zunächst harmlosen Begleiter mit. Morris möchte für die Zeitung, für die er arbeitet, einige Zeichnungen erstellen. Luke lädt in den Saloon ein und bestellt einen Rachenputzer. Während Luke das Getränk in einem Zug leert, beginnt Morris’ Begleiter plötzlich, draußen mit einem Maschinengewehr herumzuballern und fordert Luke zum Duell, wobei er sich als Billy the Kids Vetter Dan Bonney zu erkennen gibt. Luke erscheint auf der Straße, ist aber völlig betrunken, so dass er daneben schießt. Die Kugel trifft aber über sieben Umwege genau den Lauf des Maschinengewehrs, worauf dieses explodiert. Der Verleger von Morris ist von dessen Zeichnungen und Idee einer Serie so überzeugt, dass er gleich Millionenauflagen drucken lässt, womit die Legende vom Cowboy, der schneller zieht als sein Schatten, beginnt.
Als Hintergrundfiguren zeichnete Achdé unter anderem Waldo Badmington und den Barkeeper George aus Das Greenhorn sowie Horace P. Greeley und den namenlosen Zeitungsjungen des Epitaph aus Der Daily Star. Außerdem taucht auch der Totengräber auf, der seit Familienkrieg in Painful Gulch in zahlreichen Lucky-Luke-Alben vorkommt.

### Stille Nacht, Rantanplan wacht!
Es ist Weihnachten im Gefängnis, in dem die Daltons einsitzen. Sie wollen mit Hilfe des präparierten Kuchens, den ihnen Ma geschickt hat, während der Weihnachtsfeier ausbrechen. Sie klauen die Kostüme der Weihnachtsmänner und wollen damit eine Bank überfallen. Dort treffen sie jedoch auf eine ganze Reihe weiterer Banditen und der Überfall endet in einer großen Schlägerei. Bei der Sprengung des Tresors fliegt die Bank in die Luft und das Geld landet vor der Haustüre einer armen Familie. Ein echtes Weihnachtswunder!
Unter den weiteren Banditen, die die Daltons in der Bank antreffen, befinden sich zahlreiche, teils an reale Vorbilder angelehnte Figuren aus anderen Lucky-Luke-Alben wie Barry Blunt (aus Im Schatten der Bohrtürme), Phil Steel (Lucky Luke gegen Phil Steel), Joss Jamon (Lucky Luke gegen Joss Jamon), Cole Younger und Jesse James (Jesse James), Explosions-Harris (Am Mississippi) sowie Billy the Kid, der im gleichnamigen Album und vielen weiteren auftaucht.

### Paradise Gulch
Diese Geschichte, die von Morris gezeichnet und von Goscinny geschrieben wurde, erschien 1979 erstmals im niederländischen Comicfachmagazin Stripschrift. Sie schildert die Begegnung von Lucky Luke mit altehrwürdigen Stars des Westernkinos, die in Paradise Gulch ihren Ruhestand genießen: William S. Hart, Westernheld der Stummfilm-Ära, Roy Rogers, singender Cowboy, William L. Boyd, Darsteller von Hopalong Cassidy und Gary Cooper aus dem Westernklassiker 12 Uhr Mittags. Die ehemaligen Helden sind allerdings inzwischen völlig depressiv und sehen für sich keinerlei Zukunft oder Aufgabe mehr, so dass Luke sehr schnell wieder abreist.
Der namenlose Barkeeper wiederum erinnert an Wallace Beery, der bereits karikiert wurde als Hank Bully im Album Die Postkutsche sowie in Die Verlobte von Lucky Luke. Außerdem hat jener einen Kurzauftritt in der Kurzgeschichte Lucky Luke und Machine Gun Kid (siehe oben).